# Julie Anne White
Julie Anne White, auch Julie Ann White (* 10. April 1962) ist eine ehemalige kanadische Triathletin, Vize-Weltmeisterin (1992) und mehrfache Ironman-Siegerin.

## Werdegang
Julie-Anne White fing 1987 mit dem Triathlon-Sport an und wandte sich bald den Bewerben auf der Langdistanz zu.
Im Oktober 1992 wurde sie Zweite bei den Ironman World Championships auf Hawaii.
1993 musste sie ihren geplanten Start beim Ironman Canada wegen Magen- und Darmproblemen absagen. Sechs Wochen später absolvierte sie noch den Ironman Hawaii aber nach dem Rennen erlitt sie einen Dickdarminfarkt.
Ein Jahr später stand sie wieder an der Startlinie beim Ironman Canada und dies sollte ihre letzte Ironman-Teilnahme bleiben.
Später betreute und trainierte sie verschiedene Triathleten.

## Sportliche Erfolge
| Datum/Jahr    | Rang | Wettbewerb          | Austragungsort | Zeit     | Bemerkung                                            |
| ------------- | ---- | ------------------- | -------------- | -------- | ---------------------------------------------------- |
| 1994          | 7    | Ironman Canada      | Penticton      |          | letzter Ironman-Start                                |
| 15. Okt. 1994 | 7    | Ironman Hawaii      | Hawaii         | 09:54:41 |                                                      |
| 30. Okt. 1993 | 9    | Ironman Hawaii      | Hawaii         | 09:36:52 |                                                      |
| 1993          | 1    | Ironman New Zealand | Auckland       | 09:38:39 | Sieg mit neuem Rekord auf der Radstrecke (4:59:01 h) |
| 10. Okt. 1992 | 2    | Ironman Hawaii      | Hawaii         | 09:21:40 | Zweite bei den Ironman World Championships           |
| 11. Juli 1992 | 6    | Ironman Europe      | Roth           | 09:12:23 |                                                      |
| 1992          | 3    | Ironman New Zealand | Auckland       | 10:00:46 |                                                      |
| 1992          | 1    | Ironman Canada      | Penticton      | 09:08:15 |                                                      |
| 19. Okt. 1991 | 6    | Ironman Hawaii      | Hawaii         | 09:46:37 |                                                      |
| 1991          | 2    | Ironman Canada      | Penticton      |          |                                                      |
| 1989          | 1    | Ironman Canada      | Penticton      | 10:01:01 |                                                      |
| 1987          | 2    | Ironman Canada      | Penticton      |          |                                                      |

| Datum/Jahr   | Rang | Wettbewerb                       | Austragungsort    | Zeit     | Bemerkung                  |
| ------------ | ---- | -------------------------------- | ----------------- | -------- | -------------------------- |
| 7. Juni 1992 | 40   | ITU Duathlon World Championships | Frankfurt am Main | 03:35:25 | Duathlon-Weltmeisterschaft |

(DNF – Did Not Finish)